# 인천광역시 축구협회
인천광역시 축구협회(Incheon Football Association)는 인천광역시에 위치한 대한축구협회 산하의 축구 협회이다.
인천광역시에서의 엘리트 축구 및 생활 축구의 통합 네트워크를 구축 등을 통한 인천광역시의 축구 저변 확대를 목표로 하며 인천광역시에서 열리는 여러 축구 대회를 개최 및 관리한다.

## 참고 자료
- 인천광역시축구협회 기업정보
- 인천광역시 축구협회 플레이스

## 같이 보기
- 대한축구협회
- 인천광역시체육회